# Championnats du monde d'escrime
Les Championnats du monde d'escrime sont une compétition d'escrime créée en 1921. 
Depuis sa création, en 1921, la compétition est ouverte à tous les escrimeurs du monde. Entre 1921 et 1936, cependant, ils se sont déroulés en Europe et portaient le nom de championnat d'Europe. La compétition a ensuite été, a posteriori, rebaptisée championnat international pour éviter une confusion avec les Championnats d'Europe d'escrime, réservés aux escrimeurs européens. Les « véritables » championnats du monde se déroulent ainsi chaque année depuis 1937, à l'exception des années olympiques de 1960 à 1984 et en 1996 et de la pause liée à la Seconde Guerre mondiale. Lors des années olympiques, le programme des championnats du monde se compose des épreuves refusées aux Jeux. D'abord les épreuves de fleuret, puis d'épée et de sabre féminins mais aussi d'épreuves masculines par équipes, de 2004 à 2016. 
Les armes font progressivement leur entrée. Le tournoi masculin d'épée se tient depuis 1921, le sabre masculin depuis 1922 et le fleuret masculin depuis 1926. Les femmes possèdent leurs compétitions depuis 1929. Les concours par équipes se tiennent depuis 1929 (fleuret masculin), 1930 (sabre masculin) et 1931 (épée masculine). Le tournoi féminin de fleuret se tient depuis 1933, l'épée féminine (individuelle et par équipes) entre aux championnats en 1988 et le sabre (individuel et par équipes) y est introduit en 1998.

## Liste des épreuves
| - Épée masculine individuelle, depuis 1921. - Épée féminine individuelle, depuis 1988. - Épée masculine par équipes, depuis 1931. - Épée féminine par équipes, depuis 1988. | - Fleuret masculin individuel, depuis 1926. - Fleuret féminin individuel, depuis 1929. - Fleuret masculin par équipes, depuis 1929. - Fleuret féminin par équipes, depuis 1933. | - Sabre masculin individuel, depuis 1922. - Sabre féminin individuel, depuis 1998. - Sabre masculin par équipes, depuis 1930. - Sabre féminin par équipes, depuis 1998. |

## 1921-1936: Championnat international
| N°   | Année | Ville            | Pays             |
| ---- | ----- | ---------------- | ---------------- |
| I    | 1921  | Paris            | France           |
| II   | 1922  | Paris Ostende    | France Belgique  |
| III  | 1923  | La Haye          | Pays-Bas         |
| IV   | 1925  | Ostende          | Belgique         |
| V    | 1926  | Budapest Ostende | Hongrie Belgique |
| VI   | 1927  | Vichy            | France           |
| VII  | 1929  | Naples           | Italie           |
| VIII | 1930  | Liège            | Belgique         |
| IX   | 1931  | Vienne           | Autriche         |
| X    | 1932  | Copenhague       | Danemark         |
| XI   | 1933  | Budapest         | Hongrie          |
| XII  | 1934  | Varsovie         | Pologne          |
| XIII | 1935  | Lausanne         | Suisse           |
| XIV  | 1936  | Sanremo          | Italie           |

| Rang  | Nation          | Or | Argent | Bronze | Total |
| ----- | --------------- | -- | ------ | ------ | ----- |
| 1     | Hongrie         | 20 | 12     | 11     | 43    |
| 2     | Italie          | 14 | 18     | 10     | 42    |
| 3     | France          | 10 | 14     | 6      | 30    |
| 4     | Pays-Bas        | 3  | 2      | 2      | 7     |
| 5     | Allemagne       | 3  | 1      | 7      | 11    |
| 6     | Belgique        | 2  | 2      | 5      | 9     |
| 7     | Suède           | 1  | 2      | 4      | 7     |
| 8     | Grande-Bretagne | 1  | 1      | 5      | 7     |
| 9     | Danemark        | 1  | 0      | 1      | 2     |
| 10    | Norvège         | 1  | 0      | 0      | 1     |
| 11    | Autriche        | 0  | 4      | 4      | 8     |
| 12    | Pologne         | 0  | 0      | 2      | 2     |
| Total | Total           | 56 | 56     | 57     | 169   |

## 1937-2023: Championnats du monde
| N°      | Année | Ville             | Pays                 |
| ------- | ----- | ----------------- | -------------------- |
| I       | 1937  | Paris             | France               |
| II      | 1938  | Piešťany          | Tchécoslovaquie      |
| III     | 1947  | Lisbonne          | Portugal             |
| IV      | 1948  | La Haye           | Pays-Bas             |
| V       | 1949  | Le Caire          | Égypte               |
| VI      | 1950  | Monte-Carlo       | Monaco               |
| VII     | 1951  | Stockholm         | Suède                |
| VIII    | 1952  | Copenhague        | Danemark             |
| IX      | 1953  | Bruxelles         | Belgique             |
| X       | 1954  | Luxembourg        | Luxembourg           |
| XI      | 1955  | Rome              | Italie               |
| XII     | 1956  | Londres           | Royaume-Uni          |
| XIII    | 1957  | Paris             | France               |
| XIV     | 1958  | Philadelphie      | États-Unis           |
| XV      | 1959  | Budapest          | Hongrie              |
| XVI     | 1961  | Turin             | Italie               |
| XVII    | 1962  | Buenos Aires      | Argentine            |
| XVIII   | 1963  | Gdańsk            | Pologne              |
| XIX     | 1965  | Paris             | France               |
| XX      | 1966  | Moscou            | Union soviétique     |
| XXI     | 1967  | Montréal          | Canada               |
| XXII    | 1969  | La Havane         | Cuba                 |
| XXIII   | 1970  | Ankara            | Turquie              |
| XXIV    | 1971  | Vienne            | Autriche             |
| XXV     | 1973  | Göteborg          | Suède                |
| XXVI    | 1974  | Grenoble          | France               |
| XXVII   | 1975  | Budapest          | Hongrie              |
| XXVIII  | 1977  | Buenos Aires      | Argentine            |
| XXIX    | 1978  | Hambourg          | Allemagne de l'Ouest |
| XXX     | 1979  | Melbourne         | Australie            |
| XXXI    | 1981  | Clermont-Ferrand  | France               |
| XXXII   | 1982  | Rome              | Italie               |
| XXXIII  | 1983  | Vienne            | Autriche             |
| XXXIV   | 1985  | Barcelone         | Espagne              |
| XXXV    | 1986  | Sofia             | Bulgarie             |
| XXXVI   | 1987  | Lausanne          | Suisse               |
| XXXVII  | 1988  | Orléans           | France               |
| XXXVIII | 1989  | Denver            | États-Unis           |
| XXXIX   | 1990  | Lyon              | France               |
| XL      | 1991  | Budapest          | Hongrie              |
| XLI     | 1992  | La Havane         | Cuba                 |
| XLII    | 1993  | Essen             | Allemagne            |
| XLIII   | 1994  | Athènes           | Grèce                |
| XLIV    | 1995  | La Haye           | Pays-Bas             |
| XLV     | 1997  | Le Cap            | Afrique du Sud       |
| XLVI    | 1998  | La Chaux-de-Fonds | Suisse               |
| XLVII   | 1999  | Séoul             | Corée du Sud         |
| XLVIII  | 2000  | Budapest          | Hongrie              |
| XLIX    | 2001  | Nîmes             | France               |
| L       | 2002  | Lisbonne          | Portugal             |
| LI      | 2003  | La Havane         | Cuba                 |
| LII     | 2004  | New York          | États-Unis           |
| LIII    | 2005  | Leipzig           | Allemagne            |
| LIV     | 2006  | Turin             | Italie               |
| LV      | 2007  | Saint-Pétersbourg | Russie               |
| LVI     | 2008  | Pékin             | Chine                |
| LVII    | 2009  | Antalya           | Turquie              |
| LVIII   | 2010  | Paris             | France               |
| LIX     | 2011  | Catane            | Italie               |
| LX      | 2012  | Kiev              | Ukraine              |
| LXI     | 2013  | Budapest          | Hongrie              |
| LXII    | 2014  | Kazan             | Russie               |
| LXIII   | 2015  | Moscou            | Russie               |
| LXIV    | 2016  | Rio de Janeiro    | Brésil               |
| LXV     | 2017  | Leipzig           | Allemagne            |
| LXVI    | 2018  | Wuxi              | Chine                |
| LXVII   | 2019  | Budapest          | Hongrie              |
| LXVIII  | 2022  | Le Caire          | Égypte               |
| LXIX    | 2023  | Milan             | Italie               |
| LXX     | 2025  | Tbilissi          | Géorgie              |
| LXXI    | 2026  | Hong Kong         | Hong Kong            |

| Rang  | Nation           | Or  | Argent | Bronze | Total |
| ----- | ---------------- | --- | ------ | ------ | ----- |
| 1     | Russie           | 148 | 86     | 84     | 318   |
| 2     | Italie           | 110 | 93     | 128    | 331   |
| 3     | France           | 88  | 86     | 92     | 266   |
| 4     | Hongrie          | 76  | 78     | 87     | 241   |
| 5     | Allemagne        | 44  | 62     | 57     | 163   |
| 6     | Pologne          | 18  | 30     | 40     | 88    |
| 7     | Roumanie         | 13  | 22     | 33     | 68    |
| 8     | États-Unis       | 14  | 17     | 18     | 49    |
| 9     | Ukraine          | 13  | 12     | 22     | 47    |
| 10    | Corée du Sud     | 11  | 13     | 29     | 53    |
| 11    | Chine            | 8   | 20     | 18     | 46    |
| 12    | Suède            | 6   | 13     | 17     | 36    |
| 13    | Cuba             | 6   | 5      | 9      | 20    |
| 14    | Japon            | 6   | 2      | 9      | 17    |
| 15    | Estonie          | 5   | 7      | 7      | 19    |
| 16    | Danemark         | 4   | 3      | 3      | 10    |
| 17    | Autriche         | 4   | 0      | 5      | 9     |
| 18    | Suisse           | 2   | 9      | 13     | 24    |
| 19    | Grande-Bretagne  | 2   | 5      | 4      | 11    |
| 20    | Espagne          | 2   | 2      | 7      | 11    |
| 21    | Azerbaïdjan      | 2   | 2      | 4      | 8     |
| 22    | Bulgarie         | 1   | 3      | 5      | 9     |
| 23    | Tchéquie         | 1   | 3      | 1      | 5     |
| 24    | Athlètes neutres | 1   | 2      | 0      | 3     |
| 25    | Géorgie          | 1   | 1      | 1      | 3     |
| 26    | Hong Kong        | 1   | 0      | 4      | 5     |
| 27    | Brésil           | 1   | 0      | 0      | 1     |
| 28    | Belgique         | 0   | 2      | 6      | 8     |
| 29    | Venezuela        | 0   | 2      | 1      | 3     |
| 30    | Pays-Bas         | 0   | 1      | 4      | 5     |
| 31    | Tunisie          | 0   | 1      | 3      | 4     |
| 31    | Grèce            | 0   | 1      | 3      | 4     |
| 33    | Biélorussie      | 0   | 1      | 2      | 3     |
| 33    | Canada           | 0   | 1      | 2      | 3     |
| 35    | Portugal         | 0   | 1      | 0      | 1     |
| 36    | Égypte           | 0   | 0      | 9      | 9     |
| 37    | Kazakhstan       | 0   | 0      | 2      | 2     |
| 38    | Colombie         | 0   | 0      | 1      | 1     |
| 38    | Finlande         | 0   | 0      | 1      | 1     |
| 38    | Iran             | 0   | 0      | 1      | 1     |
| 38    | Norvège          | 0   | 0      | 1      | 1     |
| Total | Total            | 588 | 586    | 733    | 1 907 |